# Наталія Ділл
Наталія Жояннес Ділл Оррічо (порт. Nathalia Goyannes Dill Orrico; 24 березня 1986 року, Ріо-де-Жанейро) — бразильська актриса. Відоміша як Наталія Ділл. Відома головними ролями у трьох серіалах та роллю антогоніста у ще одному. Крім того, знімається у повнометражних фільмах та грає у театрі.

## Біографія
Народилася у Ріо-де-Жанейро. Наталія Ділл грала роль антагоніста Дебори Ріос у теленовелі Malhação. Потім грала головну роль у теленовелі Paraíso телевізійного каналу Globo, де вона зіграла роль Марії Рита Годой. У 2010 році зіграла роль Вівіан у серіалі Escrito nas Estrelas. У 2011 році Наталія Ділл грала головну роль у теленовелі Escrito НАН Estrelas.

## Фільмографія

### Телебачення
| Початок | Назва                  | Роль                                        | Роки      | Примітки               |
| ------- | ---------------------- | ------------------------------------------- | --------- | ---------------------- |
| 2006    | Мандраке               | Валентина                                   | 2006      | Епізод: «Rosas Negras» |
| 2007    | Malhação               | Дебора Ріос                                 | 2007-2009 | Антагоніст             |
| 2009    | Paraíso                | Марія Рита Годой (Santinha)                 | 2009      | Головна роль           |
| 2009    | Dó-Ré-Mi-Fábrica       | Віола                                       | 2009      | Головна роль           |
| 2010    | Escrito nas Estrelas   | Вівіан                                      | 2010      | Головна роль           |
| 2011    | Aline                  | Деач                                        | 2011      | Запрошена зірка        |
| 2011    | Cordel Encantado       | Дораліс                                     | 2011      | Гостя                  |
| 2012    | Проспект Бразилія      | Дебори                                      | 2012      |                        |
| 2013    | Joia Rara              | Сільвія                                     | 2013      | Злодійка               |
| 2014    | Alto Astral            | Лаура                                       | 2014      | Головна роль           |
| 2016    | Êta Mundo Bom!         | Анастасія                                   | 2016      | Запрошена зірка        |
| 2016    | Liberdade, Liberdade   | Бранка                                      | 2016      | Злодійка               |
| 2016    | Rock Story             | Хулія                                       | 2016      | Головна роль           |
| 2018    | Orgulho e Paixão       | Елізабета                                   | 2018      |                        |
| 2019    | Королева кондитерської | Фабіана Собрал Рамірес / Фабіана до Росаріо | 2019      | Злодійка               |

### Кіно
| Рік  | Назва                       | Роль           | Примітки     |
| ---- | --------------------------- | -------------- | ------------ |
| 2007 | Елітный відділ              | Студентка      |              |
| 2008 | Feliz Natal                 | Марільян       |              |
| 2008 | Apenas o Fim                | Таіра          | Головна роль |
| 2009 | Alguns Nomes do Impossível  | Еріка          |              |
| 2012 | Paraísos Artificiais        | Еріка          |              |
| 2017 | Por Trás do Céu             | Апарецида      |              |
| 2017 | Talvez uma História de Amor | Фернанда       |              |
| 2021 | Um Casal Inseparável        | Мануела        |              |
| 2022 | Incompatível                | Патриція Баччі |              |

### Театр
| Рік     | Назва                      | Режисер                              |
| ------- | -------------------------- | ------------------------------------ |
| 2005    | A Glória de Nelson         | Даніель Герц                         |
| 2005    | Jogos na Hora da Sesta     | Міхаель Берцович                     |
| 2006    | As Aventuras de Tom Sawyer | Міхаель Берцович                     |
| 2007    | O Beijo no Asfalto         | Міхаель Берцович (асистент режисера) |
| 2008    | Boca de Cowboy             |                                      |
| 2011    | A Agonia do Rei            |                                      |
| 2017–19 | Fulaninha e Dona Coisa     |                                      |
| 2022    | Três Mulheres Altas        |                                      |